# Wasted Days (Oscar Wilde)

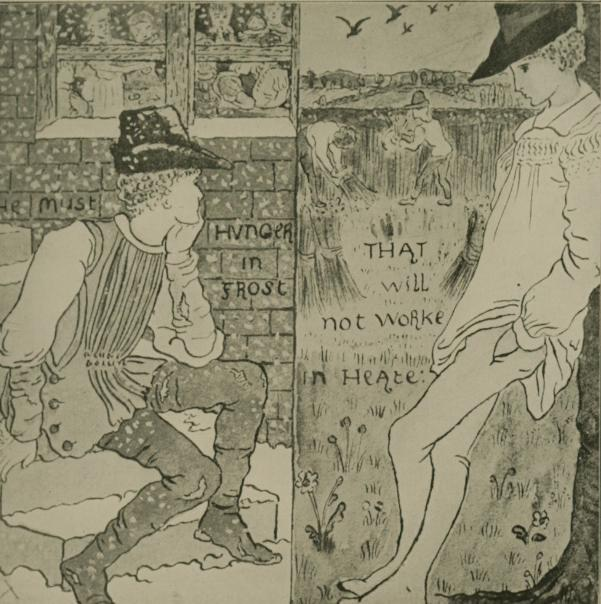
Het schilderijtje van Violet Troubridge

Wasted Days (From a picture painted by Miss V.T.) is een gedicht van de Ierse dichter, proza- en toneelschrijver Oscar Wilde.
Wilde schreef dit gedicht naar aanleiding van een op een tegel aangebracht schilderijtje gemaakt door een vriendin van hem, Violet Troubridge. De afbeelding toont een geïdealiseerd plaatje van een dromerige jongeman in middeleeuwse kledij. Op de achtergrond zijn landarbeiders aan het werk.
Het gedicht beschrijft de in de afbeelding getoonde knappe, slanke en blonde jongeman, die niet gemaakt schijnt te zijn voor de pijn en zorgen van deze wereld, verlangend naar maar nog onwetend van de liefde. Het sonnet telt, zoals gebruikelijk, veertien regels en maakt gebruik van het rijmschema abba acca def def. Het werd voor het eerst gepubliceerd in 1877 in een aflevering van 'Kottabos', het blad van Trinity College in Dublin waar Wilde destijds studeerde.
Zijn beschrijving van jonge mannelijke kwaliteiten in dit gedicht werd later tegen hem gebruikt in het geruchtmakende proces dat tegen hem werd aangespannen wegens sodomie, op grond van vermeende pederastische connotaties. De dichter wees daarop op de illustratie die hem had geïnspireerd tot het gedicht.

## Tekst van het gedicht
A fair slim boy not made for this world's pain

With hair of gold thick clustering round his ears,

And longing eyes half veiled by foolish tears

Like bluest water seen through mists of rain;

Pale cheeks whereon no kiss hath left its stain,

Red under-lip drawn in for fear of love,

And white throat whiter than the breast of dove -

Alas! Alas! If all should be in vain,

Corn-fields behind, and reapers all a-row

In weariest labour, toiling wearily

To no sweet sound of laughter, or of lute;

And careless of the crimson sunset-glow,

The boy still dreams, nor knows that night is nigh,

And in the night-time no man gathers fruit.
In diverse publicaties wordt het laatste woord van de voorlaatste regel afgedrukt als 'night' (zoals ook het geval is in de huidige versie op Wikisource). Gezien het strikt toegepaste rijmschema ligt 'nigh' (nabij) echter meer voor de hand.

## Madonna Mia
Wilde herschreef 'Wasted Days' voor zijn in 1881 gepubliceerde bundel Poems. De titel van deze bewerkte versie was Madonna Mia. De jongeman wordt daarin een jonge vrouw, die hij in de eerste regel omschrijft als een 'lily-girl'. Dit is mogelijk een verwijzing naar de door hem bewonderde actrice Lillie Langtry, maar kan ook een verwijzing zijn naar de mooie Violet Troubridge, die wel werd omschreven als de 'Lillie Langtry of Norfolk' (het graafschap waar zij opgroeide). Hij hanteert in dit gedicht deels hetzelfde rijmschema en vele zinnen komen praktisch overeen.